# Hanriot H.230
Hanriot H.230 là một loại máy bay huấn luyện nâng cao của Pháp. Do hãng Hanriot chế tạo.

## Biến thể
H.230
H.231
H.232
H.232/2

## Quốc gia sử dụng
Phần Lan
- Không quân Phần Lan

 Pháp
- Không quân Pháp

 Germany
- Luftwaffe

## Tính năng kỹ chiến thuật (Hanriot H.232.2)
Dữ liệu lấy từ {Aviafrance}
Đặc điểm tổng quát
- Kíp lái: 2
- Chiều dài: 8.55 m (28 ft 1 in)
- Sải cánh: 12.76 m (41 ft 10 in)
- Chiều cao: 3.47 m (11 ft 5 in)
- Diện tích cánh: 21.20 m² (228 ft²)
- Trọng lượng cất cánh tối đa: 2187 kg (4,820 lb)
- Động cơ: 2 × Renault 6Q-02/03, 165 kW (220 hp)  mỗi chiếc

 Hiệu suất bay 
- Vận tốc cực đại: 335 km/h (181 knot, 208 mph)
- Tầm bay: 1,200 km (650 nm, 745 mi)
- Trần bay: 7,500 m (24,605 ft)